# Antonella Attili
Antonella Attili (ur. 1963 w Rzymie) – włoska aktorka.

## Wybrana filmografia
- 1988 - Cinema Paradiso jako Maria (młoda)
- 1990 - Wszyscy mają się dobrze jako matka Matteo
- 1994 - Oświadczyny jako Gaby
- 1995 - Sprzedawca marzeń jako Pielęgniarka
- 2001 - Nieuczciwa konkurencja jako Giuditta DellaRocca